# Mariä Himmelfahrt (Weißenstein)

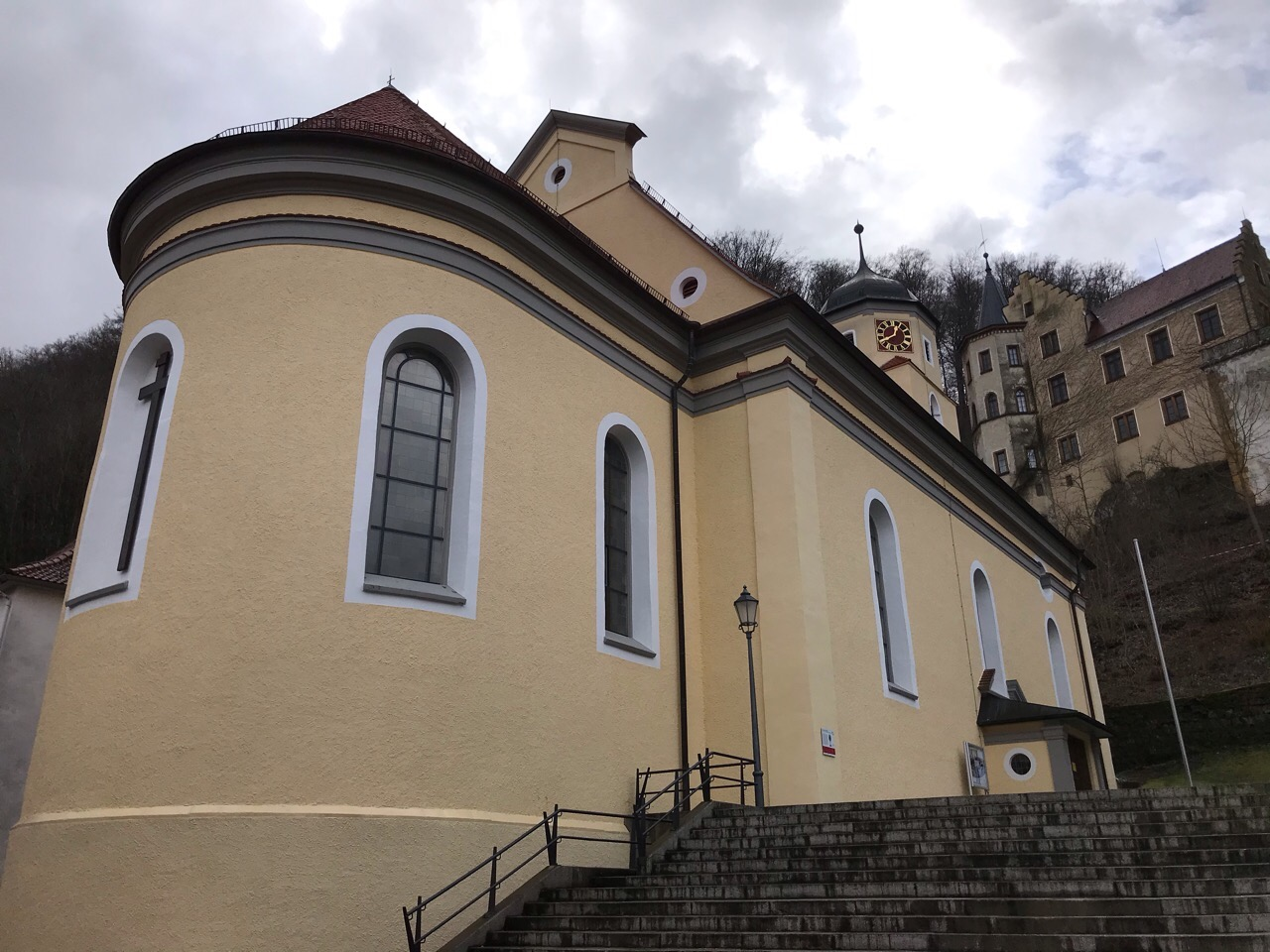
Mariä Himmelfahrt in Weißenstein

Die römisch-katholische Pfarrkirche Mariä Himmelfahrt steht in Weißenstein, einem Ortsteil der Stadt Lauterstein im Landkreis Göppingen in Baden-Württemberg. Das Bauwerk ist beim Landesamt für Denkmalpflege Baden-Württemberg als Baudenkmal eingetragen. Die Kirchengemeinde gehört zum Dekanat Göppingen-Geislingen der Diözese Rottenburg-Stuttgart. Patronatsfest ist am 15. August, der Tag Mariä Himmelfahrt.

## Geschichte
Die Kirche war eine historische Grablege der Familie von Rechberg, die das Kirchenpatronat innehatte. 1710 brachte Veit Ernst von Rechberg eine Heilig-Kreuz-Reliquie aus Rom mit, auf die sich das Gestaltungsprogramm der beiden Seitenaltäre und das Deckengemälde beziehen. Sie diente als Wallfahrtskirche.
1992 wurde der Altarraum renoviert. Von 2015 bis 2017 wurde die Kirche umfassend restauriert, u. a. wurde der Dachstuhl erneuert und die Schäden am Deckengemälde ausgebessert.

## Beschreibung
Nach einem Entwurf von Christian Wiedemann wurde 1716 bis 1719 der gotische Vorgängerbau, eine Saalkirche, zu einer barocken Hallenkirche umgestaltet.
Die Kirche besteht aus einem Langhaus, einem eingezogenen, halbrund geschlossenen Chor im Osten und einem Kirchturm auf quadratischem Grundriss im Westen, der vom Vorgängerbau im Kern beibehalten wurde. Er wurde später mit einem achteckigen Geschoss aufgestockt, das die Turmuhr und den Glockenstuhl beherbergt. Die älteste Glocke aus dem Geläut stammt aus dem Jahr 1564. Der Turm ist mit einer barocken Glockenhaube bedeckt. 
Der Innenraum des Langhauses ist mit einem Spiegelgewölbe, das mit Stuckornamenten und Gemälden reich ausgestattet ist, überspannt. Das zentrale, ovale Gemälde des Spiegelwölbes zeigt eine figurenreiche Kreuzigung Christi. Der Chor hat ein Tonnengewölbe.
Zur Kirchenausstattung gehören drei aufwendige, mit Säulen aus Stuckmarmor, vergoldeten Stuck und Begleitfiguren von Heiligen und Putten aus weißem Marmor ausgestattete Altäre. Der 1738 fertiggestellte Hochaltar mit einem Altarretabel, auf dem die Verkündigung des Herrn dargestellt ist, ist ein Werk von Gottlieb Schick.